# Erik af Klint
Erik Johan Gustaf af Klint (nacido el 11 de diciembre de 1816 en Visby, † 20 de julio de 1866 en Lissa) fue un oficial naval sueco, que ingresó al servicio austríaco y en 1866 cayó en acción en la batalla naval de Lissa. 

## Biografía
Provenía de una familia originalmente campesina, más tarde ennoblecida de Småland, cuyos miembros se habían hecho un nombre desde el siglo XVII en el servicio civil, en el ejército y especialmente en la marina. Cuando era niño comenzó a embarcarse en buques mercantes y luego como cadete en buques de guerra, fue admitido en 1837 en la armada sueca como teniente segundo. Pero queriendo ganar más experiencia, trabajó durante tres años como simple marinero y como timonel de buques mercantes británicos y estadounidenses entre los puertos de Inglaterra, Norte y Sur América y las Indias Occidentales. 
Luego reanudó su servicio en la armada sueca y en 1845 fue ascendió a teniente. No obstante después de que el almirante danés Dahlerup, quien desde 1848 fue contratado para reformar la armada imperial austriaca, comenzó el reclutamiento de expertos navales del norte de Europa, Klint ingresó en 1853 al servicio del imperio austriaco. Allí fue empleado por primera vez en el Arsenal de Venecia. Luego asumió como capitán de la goleta armada Arethusa con la misión de proteger los buques mercantes en el Adriático y el Mar Jónico. En vista de su destacado trabajo como oficial naval, hace una rápida carrera y es nombrado capitán de corbeta en 1856 y capitán de fragata en 1858. 
En 1861 se convirtió en capitán de navío de línea. En la batalla de Lissa el 20 de julio de 1866 participó como comandante de la fragata de vapor Novara. Como la segunda división, a la que pertenecía el barco, atacó a la flota italiana en la parte trasera en un momento favorable, el Novara recibió 47 impactos en la lucha. En uno de ellos fue herido de muerte Erik Af Klint. El almirante Tegetthoff expresó su luto por el  oficial en una carta de condolencia dirigida a la joven viuda de Erik af Klint, Mary Stewart, ese mismo día.